# Wheeler Yuta
Paul Gruber (Filadelfia, Pensilvania, 26 de octubre de 1996) es un luchador profesional estadounidense que trabaja para All Elite Wrestling (AEW) bajo el nombre de Wheeler Yuta (a veces estilizado como Wheeler YUTA) y es miembro del stable Death Riders, anteriormente fue miembro de Blackpool Combat Club y Best Friends. Ha trabajado en empresas como Ring of Honor (ROH) y New Japan Pro Wrestling (NJPW) en este último fue miembro de Chaos.
Posee el récord de haber ganado tres veces el Campeonato Puro de ROH.

## Carrera profesional de lucha libre

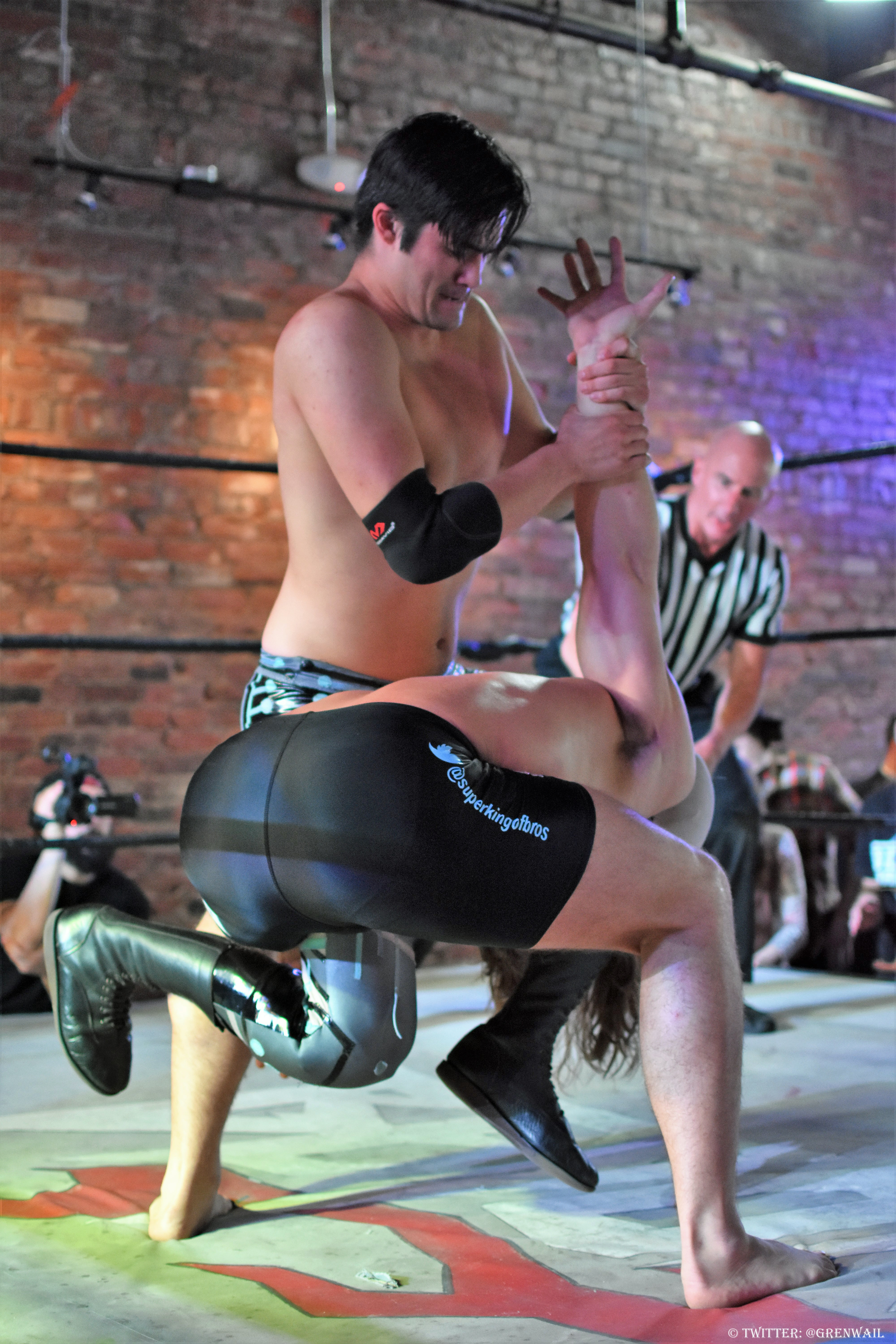
Yuta peleando en el Pro Wrestling Guerrilla en Los Angeles.

### Primeros años (2014-2020)
Yuta debutó en 2014. Hizo su debut en Combat Zone Wrestling (CZW) a fines de 2015 y apareció constantemente para CZW hasta fines de 2016. El 5 de octubre de 2017, en One Shot, hizo su debut para Major League Wrestling (MLW) en un debut fallido ante MJF. Su última pelela por el ascenso sería en 2019 contra Low Ki.

### Ring of Honor (2020, 2022-presente)
Yuta hizo su debut en Ring of Honor (ROH) en la primera ronda del ROH Pure Tournament, donde fue derrotado por Jonathan Gresham.
Después de la compra de Ring of Honor por parte de Tony Khan, se anunció que Yuta se enfrentaría a Josh Woods en el revivido Supercard of Honor XV por el Campeonato Puro de ROH. En el evento, Yuta derrotó a Woods para ganar el título. En el episodio del 24 de mayo de 2022 de Dark, que se emitió casi dos meses después de su pelea en Supercard of Honor XV, Yuta defendería con éxito el Campeonato Puro de ROH contra Woods en una revancha. Yuta una vez más defendió el título en el episodio del 29 de junio en Dark, derrotando a Tony Nese. Después del combate, Yuta fue atacado por 2point0 y Daniel Garcia. Esto llevó a un combate entre Garcia y Yuta por el título en Death Before Dishonor, en el que Yuta retuvo con éxito el campeonato. Yuta perdió el título en el episodio del 7 de septiembre en Dynamite ante García, poniendo fin a su reinado a los 159 días. El 10 de diciembre de 2022, Yuta recuperó el Campeonato Puro de ROH durante Final Battle.

### All Elite Wrestling (2021-presente)
En el episodio del 29 de junio de 2021 de Dark: Elevation, Yuta hizo su debut para All Elite Wrestling (AEW) contra Karl Anderson, y aparecería constantemente en los programas de YouTube de AEW durante los próximos meses. Yuta también se unió a Best Friends, donde reemplazó al lesionado Trent Beretta en los combates de tríos. En el episodio del 10 de noviembre en Dynamite, Rocky Romero anunció que Best Friends se convertiría en un subgrupo dentro del stable Chaos de NJPW, y que representarían al stable en AEW. En el episodio del 30 de marzo de 2022 en Dynamite, después de que Yuta fuera derrotado por Bryan Danielson, este se burló del Blackpool Combat Club. El episodio del 8 de abril en Rampage se vio a Yuta perder en un reñido combate ante Jon Moxley, lo que lo llevó a unirse al BCC, luego de ser recibido por el líder William Regal.

### New Japan Pro Wrestling (2021-presente)
En abril de 2021, Yuta hizo su debut en New Japan Pro Wrestling (NJPW) con la subsidiaria estadounidense de la promoción, apareciendo en NJPW Strong. El 1 de mayo de 2022, se anunció que Yuta competiría en el 29º torneo Best of the Super Juniors como parte del B Block. Yuta terminó con un récord de cinco victorias y cuatro derrotas, lo que resultó en 10 puntos, sin poder avanzar a la final. El día de la final del torneo, Yuta, Ace Austin, Alex Zayne y El Lindaman derrotaron a Robbie Eagles, Yoh, Clark Connors y Titán en una lucha por equipos.

### Pro Wrestling Guerrilla (2022)
En enero de 2022, Yuta hizo su debut para Pro Wrestling Guerrilla (PWG) en Battle of Los Angeles. Derrotó a Blake Christian en la primera ronda, pero perdería ante Mike Bailey en la segunda ronda.

## Campeonatos y logros
- All Elite Wrestling
  - AEW World Trios Championship (1 vez) - con Claudio Castagnoli & PAC
- Chikara
  - Chikara Youngs Lion Cup (1 vez)[20][21][22]

- Combat Zone Wrestling
  - Dramatic Destination Series (2016)[23][24]
  - Trifecta (2018)[25][26]

- Doja Pro Wrestling
  - Dojo Pro White Belt Championship (1 vez)[27][28][29]

- NOVA Pro Wrestling
  - Men's Commonwealth Cup (2018)[30][31]

- Powerbomb.tv
  - IWTV Independent Wrestling World Championship (1 vez)[32][33][34]

- Ring of Honor
  - ROH Pure Championship (3 veces – récord)[35][36]

- Pro Wrestling Illustrated
  - Situado en el N°386 en los PWI 500 de 2020[37]
  - Situado en el N°96 en los PWI 500 de 2021[38]
  - Situado en el N°43 en los PWI 500 de 2022[39]
  - Situado en el N°63 en los PWI 500 de 2023[40]
  - Situado en el N°86 en los PWI 500 de 2024[41]

- Wrestling Observer Newsletter
  - Lucha 5 estrellas (2023) con Jon Moxley, Bryan Danielson & Claudio Castagnoli vs. The Elite (Kenny Omega, "Hangman" Adam Page, Matt Jackson & Nick Jackson) en Double or Nothing el 28 de mayo